# Acanthoprimnoa cristata
Acanthoprimnoa cristata is een zachte koraalsoort uit de familie Primnoidae. De koraalsoort komt uit het geslacht Acanthoprimnoa. Acanthoprimnoa cristata werd in 1908 voor het eerst wetenschappelijk beschreven door Kükenthal & Gorzawsky. 